# Lormaye
Lormaye est une commune française située dans le département d'Eure-et-Loir en région Centre-Val de Loire.

## Géographie

### Situation

Situation géographique
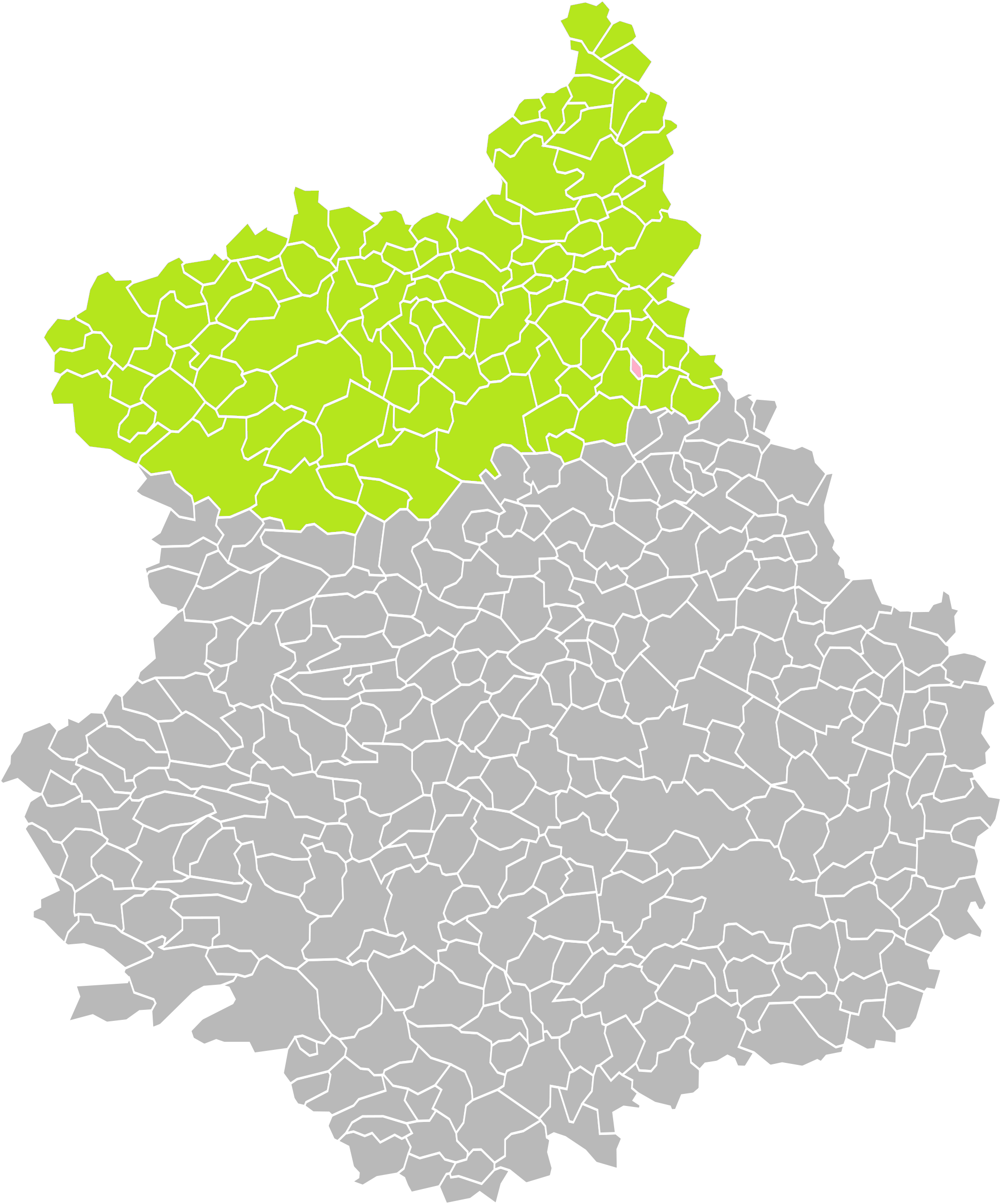
Lormaye dans son arrondissement.
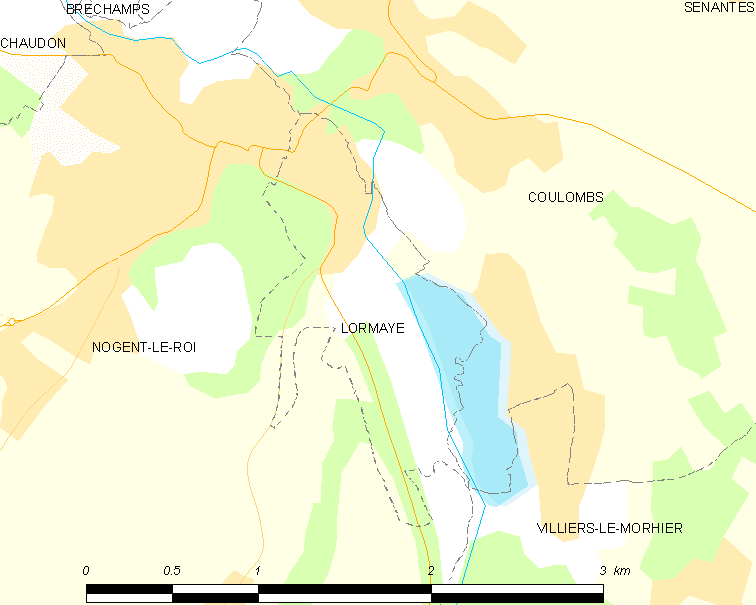
Carte de la commune de Lormaye.

### Communes limitrophes
|               | Coulombs      |                     |
| Nogent-le-Roi | Lormaye       | Coulombs            |
|               | Nogent-le-Roi | Villiers-le-Morhier |

### Hydrographie
La commune est traversée du sud au nord par la rivière l'Eure, affluent en rive gauche du fleuve la Seine.

### Hameaux, lieux-dits et écarts
- Chandres

### Climat
Pour des articles plus généraux, voir Climat du Centre-Val de Loire et Climat d'Eure-et-Loir.
En 2010, le climat de la commune est de type climat océanique dégradé des plaines du Centre et du Nord, selon une étude du CNRS s'appuyant sur une série de données couvrant la période 1971-2000. En 2020, Météo-France publie une typologie des climats de la France métropolitaine dans laquelle la commune est dans une zone de transition entre le climat océanique et le climat océanique altéré et est dans la région climatique  Sud-ouest du bassin Parisien, caractérisée par une faible pluviométrie, notamment au printemps (120 à 150 mm) et un hiver froid (3,5 °C). 
Pour la période 1971-2000, la température annuelle moyenne est de 10,7 °C, avec une amplitude thermique annuelle de 14,5 °C. Le cumul annuel moyen de précipitations est de 612 mm, avec 10,9 jours de précipitations en janvier et 7,9 jours en juillet. Pour la période 1991-2020, la température moyenne annuelle observée sur la station météorologique de Météo-France la plus proche, sur la commune de Houx à 11 km à vol d'oiseau, est de 11,2 °C et le cumul annuel moyen de précipitations est de 622,1 mm,. Pour l'avenir, les paramètres climatiques de la commune estimés pour 2050 selon différents scénarios d'émission de gaz à effet de serre sont consultables sur un site dédié publié par Météo-France en novembre 2022.

## Urbanisme

### Typologie
Au 1er janvier 2024, Lormaye est catégorisée petite ville, selon la nouvelle grille communale de densité à 7 niveaux définie par l'Insee en 2022.
Elle appartient à l'unité urbaine de Nogent-le-Roi, une agglomération intra-départementale dont elle est une commune de la banlieue,. Par ailleurs la commune fait partie de l'aire d'attraction de Paris, dont elle est une commune de la couronne,. 

### Occupation des sols
L'occupation des sols de la commune, telle qu'elle ressort de la base de données européenne d’occupation biophysique des sols Corine Land Cover (CLC), est marquée par l'importance des territoires agricoles (53,6 % en 2018), en augmentation par rapport à 1990 (45,7 %). La répartition détaillée en 2018 est la suivante : 
zones urbanisées (34 %), prairies (22,6 %), zones agricoles hétérogènes (19 %), eaux continentales (12,4 %), terres arables (12 %). L'évolution de l’occupation des sols de la commune et de ses infrastructures peut être observée sur les différentes représentations cartographiques du territoire : la carte de Cassini (XVIIIe siècle), la carte d'état-major (1820-1866) et les cartes ou photos aériennes de l'IGN pour la période actuelle (1950 à aujourd'hui).

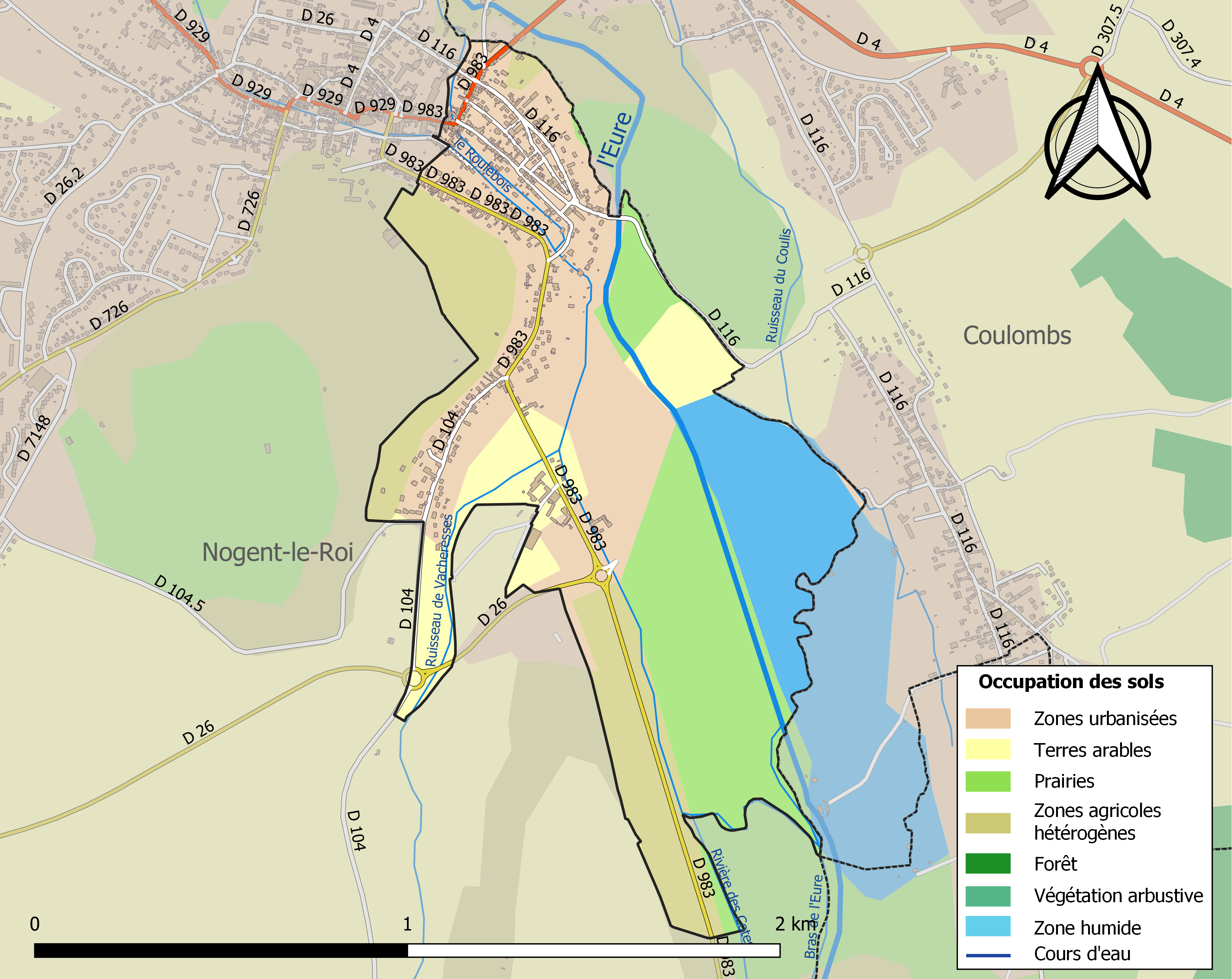
Carte des infrastructures et de l'occupation des sols de la commune en 2018 (CLC).

### Risques majeurs
Le territoire de la commune de Lormaye est vulnérable à différents aléas naturels : météorologiques (tempête, orage, neige, grand froid, canicule ou sécheresse), inondations, mouvements de terrains et séisme (sismicité très faible). Il est également exposé à un risque technologique, le transport de matières dangereuses. Un site publié par le BRGM permet d'évaluer simplement et rapidement les risques d'un bien localisé soit par son adresse soit par le numéro de sa parcelle.

#### Risques naturels
Certaines parties du territoire communal sont susceptibles d’être affectées par le risque d’inondation par débordement de cours d'eau et par ruissellement et coulée de boue, notamment l'Eure. La commune a été reconnue en état de catastrophe naturelle au titre des dommages causés par les inondations et coulées de boue survenues en 1999, 2000, 2016 et 2018,.

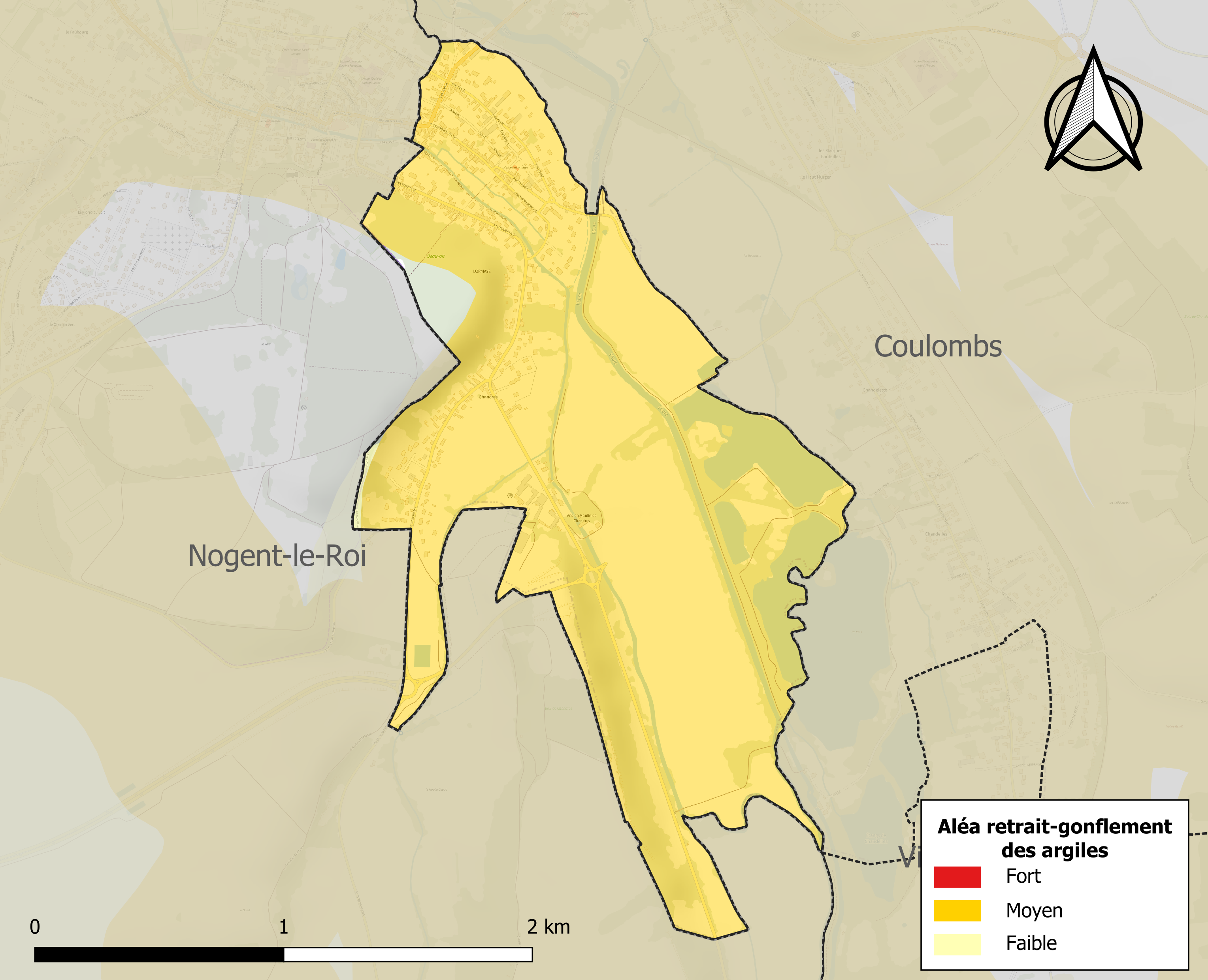
Carte des zones d'aléa retrait-gonflement des sols argileux de Lormaye.

Les mouvements de terrains susceptibles de se produire sur la commune sont des affaissements et effondrements liés aux cavités souterraines. L'inventaire national des cavités souterraines permet de localiser celles situées sur la commune.
Le retrait-gonflement des sols argileux est susceptible d'engendrer des dommages importants aux bâtiments en cas d’alternance de périodes de sécheresse et de pluie. 98,1 % de la superficie communale est en aléa moyen ou fort (52,8 % au niveau départemental et 48,5 % au niveau national). Sur les 289 bâtiments dénombrés sur la commune en 2019, 288 sont en aléa moyen ou fort, soit 100 %, à comparer aux 70 % au niveau départemental et 54 % au niveau national. Une cartographie de l'exposition du territoire national au retrait gonflement des sols argileux est disponible sur le site du BRGM,.
Concernant les mouvements de terrains, la commune a été reconnue en état de catastrophe naturelle au titre des dommages causés par des mouvements de terrain en 1999.

#### Risques technologiques
Le risque de transport de matières dangereuses sur la commune est lié à sa traversée par des infrastructures routières ou ferroviaires importantes ou la présence d'une canalisation de transport d'hydrocarbures. Un accident se produisant sur de telles infrastructures est en effet susceptible d’avoir des effets graves au bâti ou aux personnes jusqu’à 350 m, selon la nature du matériau transporté. Des dispositions d’urbanisme peuvent être préconisées en conséquence.

## Toponymie
Le nom de la localité est attesté sous la forme Ulmidus au début du IXe siècle.
Du latin ulmus (orme) et du suffixe collectif etum « ensemble d'ormes ». Le nom de la localité de Lormaye a pour origine un bois d'ormes.

## Histoire

### Époque contemporaine

#### XXesiècle
Le nom de la commune de Lormaye est associé à la célèbre affaire Seznec en 1924. Selon plusieurs sources et la rumeur locale, une des hypothèses concernant la disparition du conseiller général Pierre Quéméneur conduirait au hameau de Chandres, dans cette commune[source insuffisante].

## Politique et administration

### Liste des maires

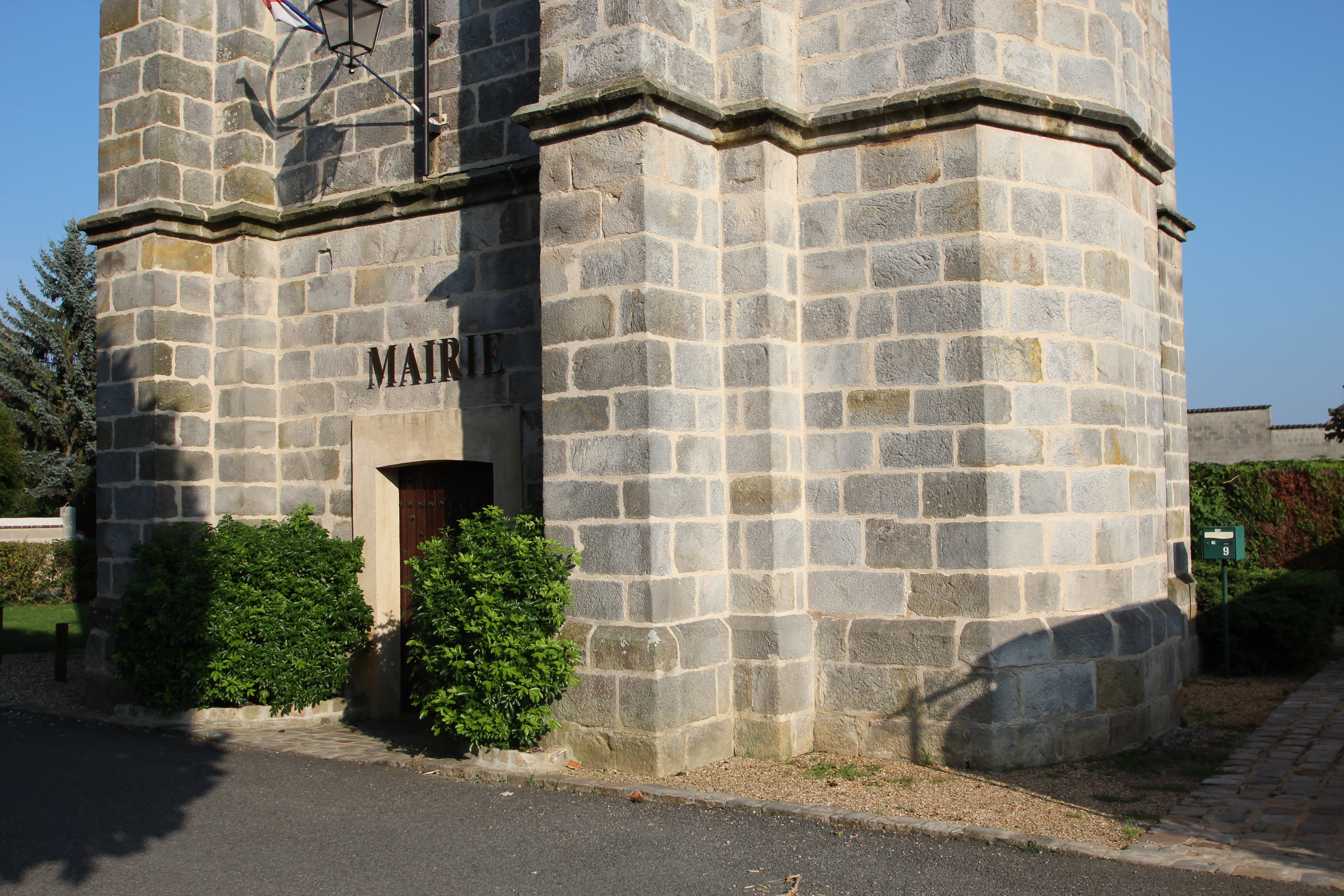
La mairie de Lormaye.

| Période                                  | Période  | Identité           | Étiquette | Qualité                             |
| ---------------------------------------- | -------- | ------------------ | --------- | ----------------------------------- |
| Les données manquantes sont à compléter. |          |                    |           |                                     |
| 2001                                     | En cours | Bertrand Thirouin, |           | Agriculteur sur grande exploitation |

## Population et société

### Démographie
L'évolution du nombre d'habitants est connue à travers les recensements de la population effectués dans la commune depuis 1793. Pour les communes de moins de 10 000 habitants, une enquête de recensement portant sur toute la population est réalisée tous les cinq ans, les populations de référence des années intermédiaires étant quant à elles estimées par interpolation ou extrapolation. Pour la commune, le premier recensement exhaustif entrant dans le cadre du nouveau dispositif a été réalisé en 2007.

En 2022, la commune comptait 683 habitants, en évolution de +3,02 % par rapport à 2016 (Eure-et-Loir : −0,23 %, France hors Mayotte : +2,11 %).
| 1793 | 1800 | 1806 | 1821 | 1831 | 1836 | 1841 | 1846 | 1851 |
| ---- | ---- | ---- | ---- | ---- | ---- | ---- | ---- | ---- |
| 450  | 369  | 354  | 393  | 427  | 414  | 425  | 423  | 426  |

| 1856 | 1861 | 1866 | 1872 | 1876 | 1881 | 1886 | 1891 | 1896 |
| ---- | ---- | ---- | ---- | ---- | ---- | ---- | ---- | ---- |
| 422  | 434  | 432  | 429  | 444  | 425  | 424  | 429  | 488  |

| 1901 | 1906 | 1911 | 1921 | 1926 | 1931 | 1936 | 1946 | 1954 |
| ---- | ---- | ---- | ---- | ---- | ---- | ---- | ---- | ---- |
| 503  | 519  | 547  | 492  | 461  | 462  | 442  | 473  | 479  |

| 1962 | 1968 | 1975 | 1982 | 1990 | 1999 | 2006 | 2007 | 2012 |
| ---- | ---- | ---- | ---- | ---- | ---- | ---- | ---- | ---- |
| 528  | 531  | 520  | 520  | 562  | 575  | 623  | 630  | 649  |

| 2017 | 2022 | - | - | - | - | - | - | - |
| ---- | ---- | - | - | - | - | - | - | - |
| 661  | 683  | - | - | - | - | - | - | - |

## Culture locale et patrimoine

### Lieux et monuments

#### La tour du Pilori
Cette tour-clocher de l'ancienne église Saint-Jean abrite désormais la mairie,  Inscrit MH (1972).

#### Le pont de Noailles
Pont de Noailles,  Inscrit MH (1984).

Ce pont de la route départementale 983 enjambe le ruisseau de Vacheresses, peu avant sa confluence avec la rivière le Roulebois, elle-même affluent de l'Eure en rive gauche.

Daté de 1756, il porte les armoiries du duc de Noailles, comte de Nogent-le-Roi.

Lieux et monuments de Lormaye
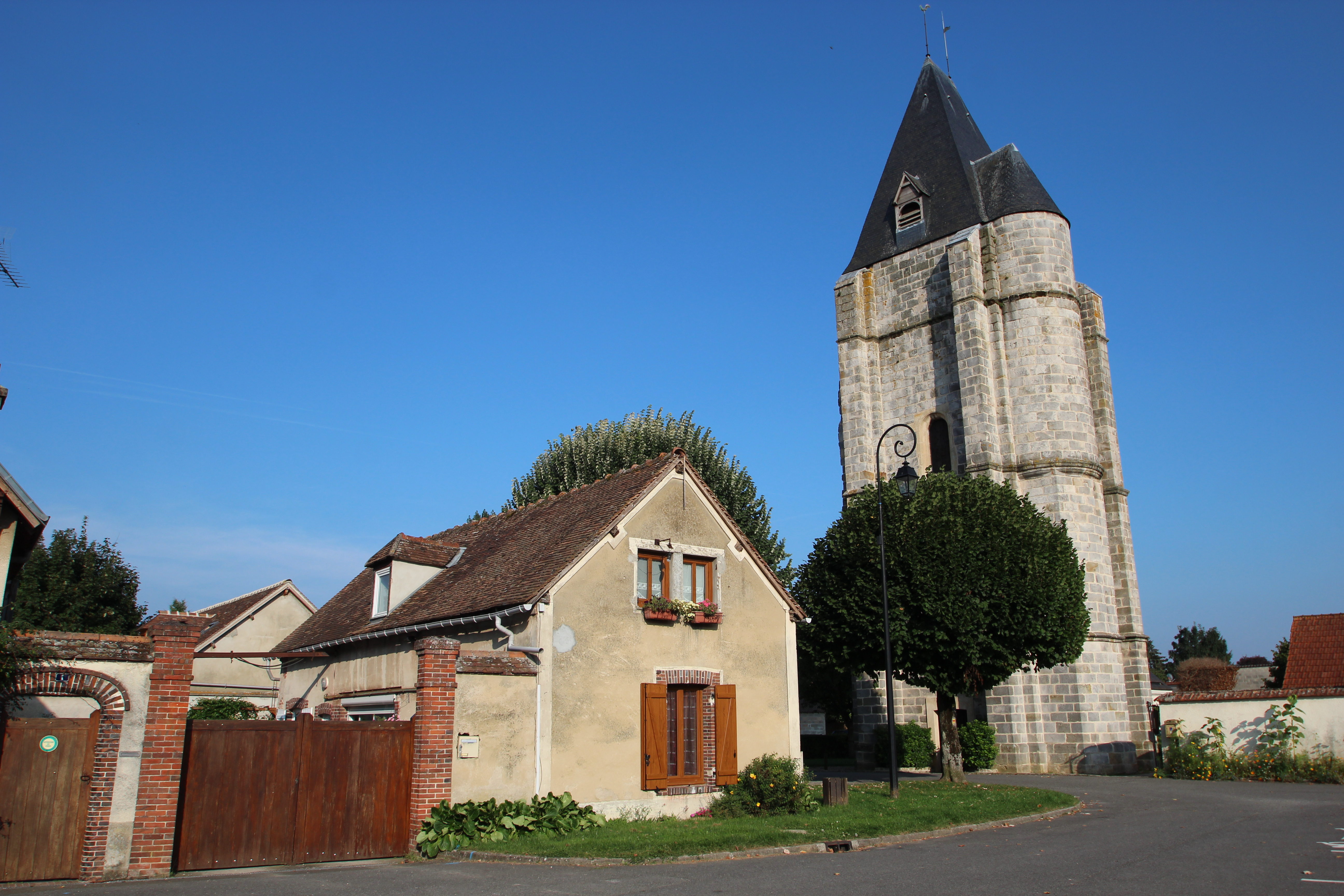
La tour du Pilori.
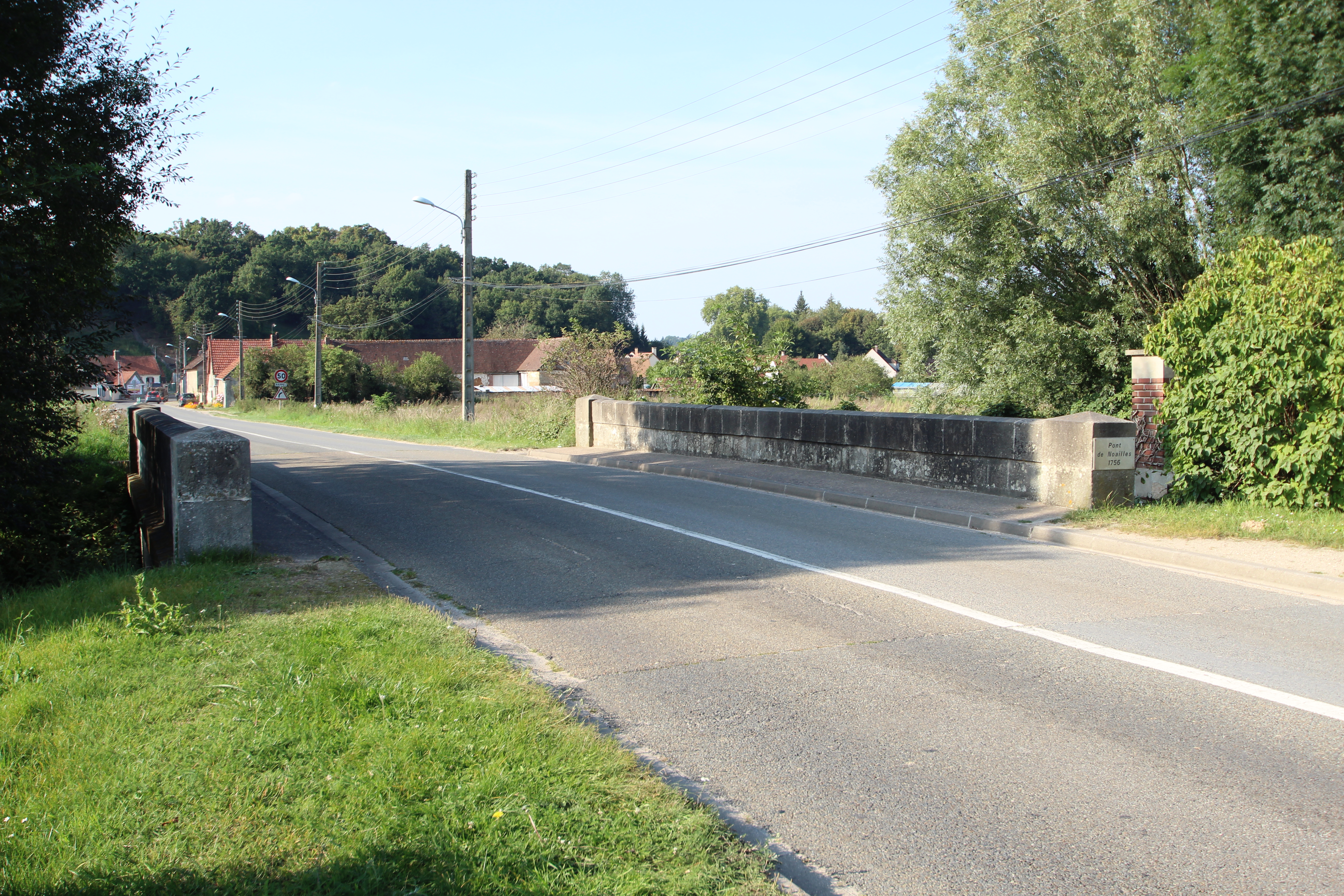
Le pont de Noailles.
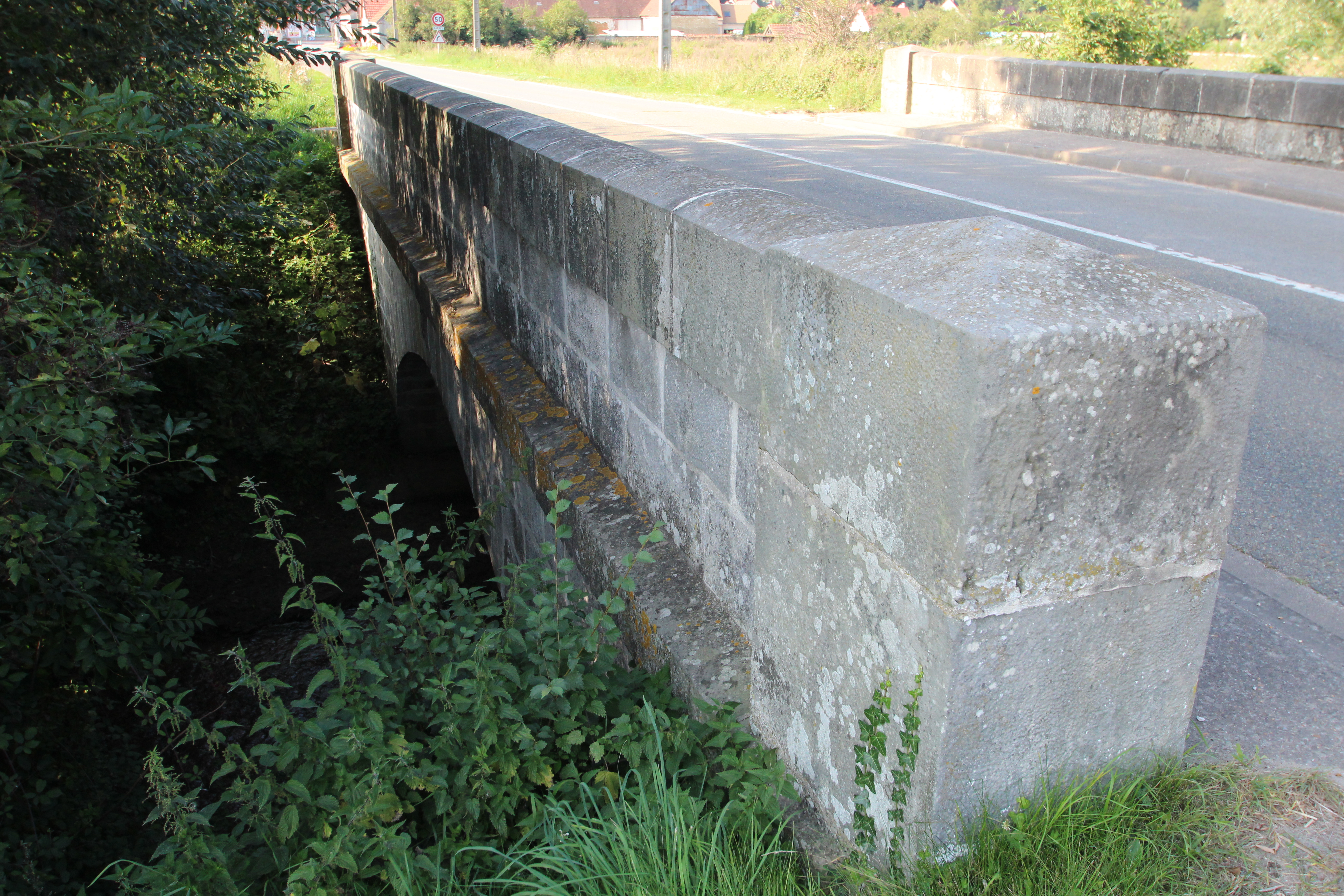
L'arche du pont.
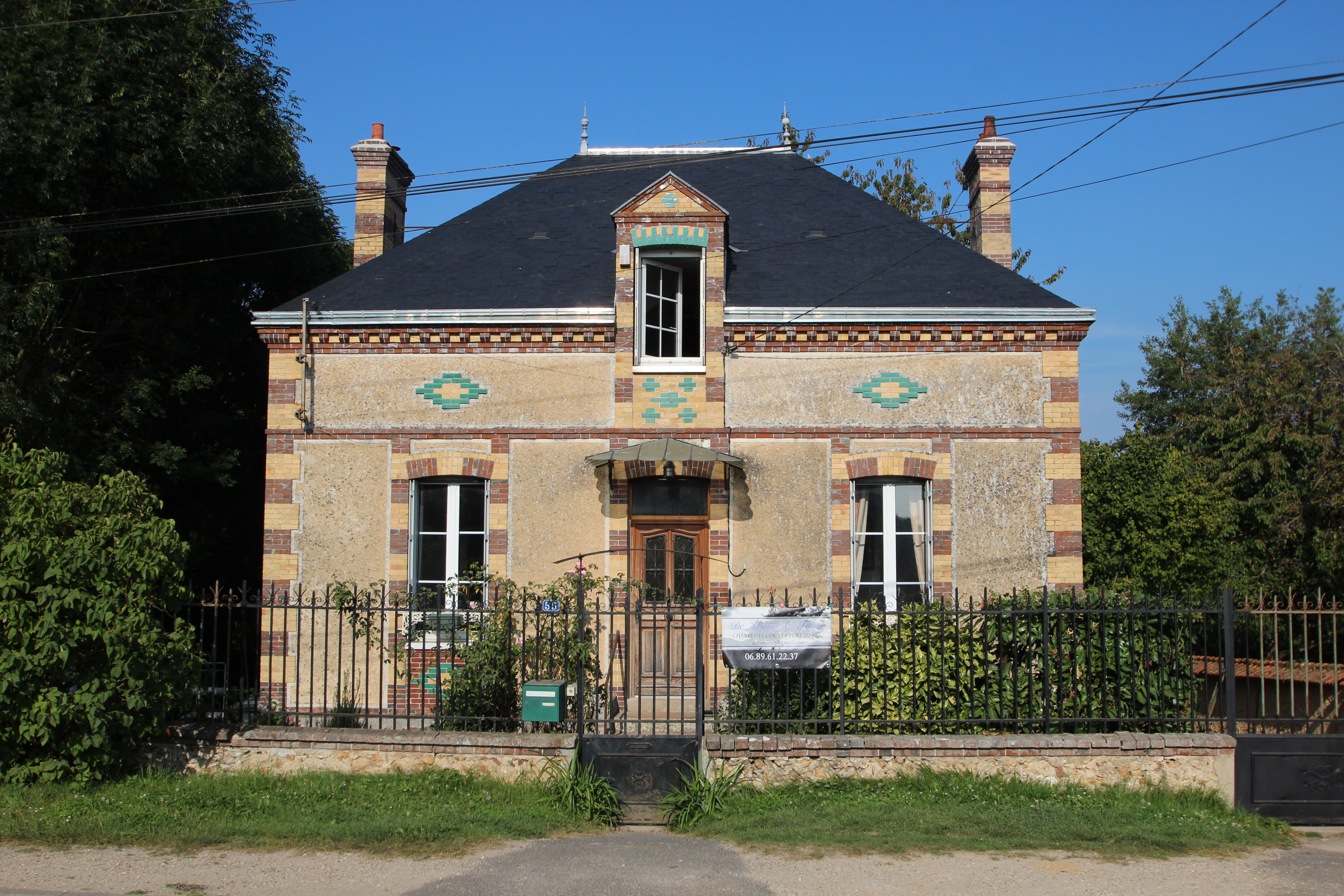
Maison le long du pont de Noailles.

### Personnalités liées à la commune
- Adrien Maurice de Noailles (1678 - 1766), comte d'Ayen puis 3e duc de Noailles (1708), marquis de Montclar, comte de La Motte-Tilly et de Nogent-le-Roi, vicomte de Carlux.
- Charles Carey (1824-1897), artiste graveur, y est mort.
- Gratien Candace (1873-1953), homme politique, est décédé à Lormaye et enterré au cimetière de Coulombs (Eure-et-Loir).
- Lucienne Jouvelin née Metton (1894-1955), cultivatrice, et Albert Jouvelin (1892-1987), cultivateur fermier, sont reconnus à titre posthume en 2017 Justes parmi les nations[29],[30].

### Héraldique
|  | Les armoiries de Lormaye se blasonnent ainsi : De gueules à la fasce ondée d’argent accompagnée en chef de trois feuilles d’orme d’or posées en barre et en pointe d’un clocher du même. Adopté le 6 octobre 2015. |